# 中条長秀
中条 長秀（ちゅうじょう ながひで）は南北朝時代の人。三河挙母城主。剣術流派・中条流平法の創始者であり、室町幕府で伊賀守護職、恩賞方、寺社造営奉行、評定衆などを歴任した。足利義満の剣術指南役を務めた剣豪としても知られる。

## 生涯
足利尊氏に従って鎌倉幕府を滅ぼし、武功を立てた中条景長の次男。
建武元年（1334年）に兄の時長が奥州に所領を得て移住したため、文和3年（1354年）に父の跡を継いで挙母城主となった。
念流開祖の念阿弥慈恩の門に入り、慈恩の高弟である「念流十四哲」の一人となる。
その後、家伝の武術を体系化して中条流平法を創始したと伝えられている。

中条流では、
平法とは平の字たひらか又はひとしと読んで夢想剣に通ずる也。此の心何といふなれば平らかに一生事なきを以って第一とする也。戦を好むは道にあらず。止事（やむこと）を得ず時の太刀の手たるべき也。この教えを知らずして此手（このて）にほこらば命を捨る本たるべし—『中条流平法口決』
として、兵法と言わずに平法と呼ぶ。
歌人、頓阿の高弟としても知られており、長秀の歌は新千載和歌集、新拾遺和歌集、新後拾遺和歌集などの勅撰和歌集に撰ばれている。

## 逸話
中条流流祖として知られているが、武芸者らしい逸話は伝わっていない。室町幕府の評定衆などをつとめ、また、歌人として生涯を過ごした。